# (32330) 2000 QK64
2000 QK64 (asteroide 32330) é um asteroide da cintura principal. Possui uma excentricidade de 0.12828420 e uma inclinação de 9.80008º.
Este asteroide foi descoberto no dia 28 de agosto de 2000 por LINEAR em Socorro.